# Neuracanthus africanus
Neuracanthus africanus là một loài thực vật có hoa trong họ Ô rô. Loài này được S. Moore mô tả khoa học đầu tiên.